# Ляйвен
Ляйвен (нім. Leiwen) — громада в Німеччині, розташована в землі Рейнланд-Пфальц. Входить до складу району Трір-Саарбург. Складова частина об'єднання громад Швайх-ан-дер-Ремішен-Вайнштрассе.
Площа — 12,71 км2. Населення становить 1591 ос. (станом на 31 грудня 2020).

## Галерея

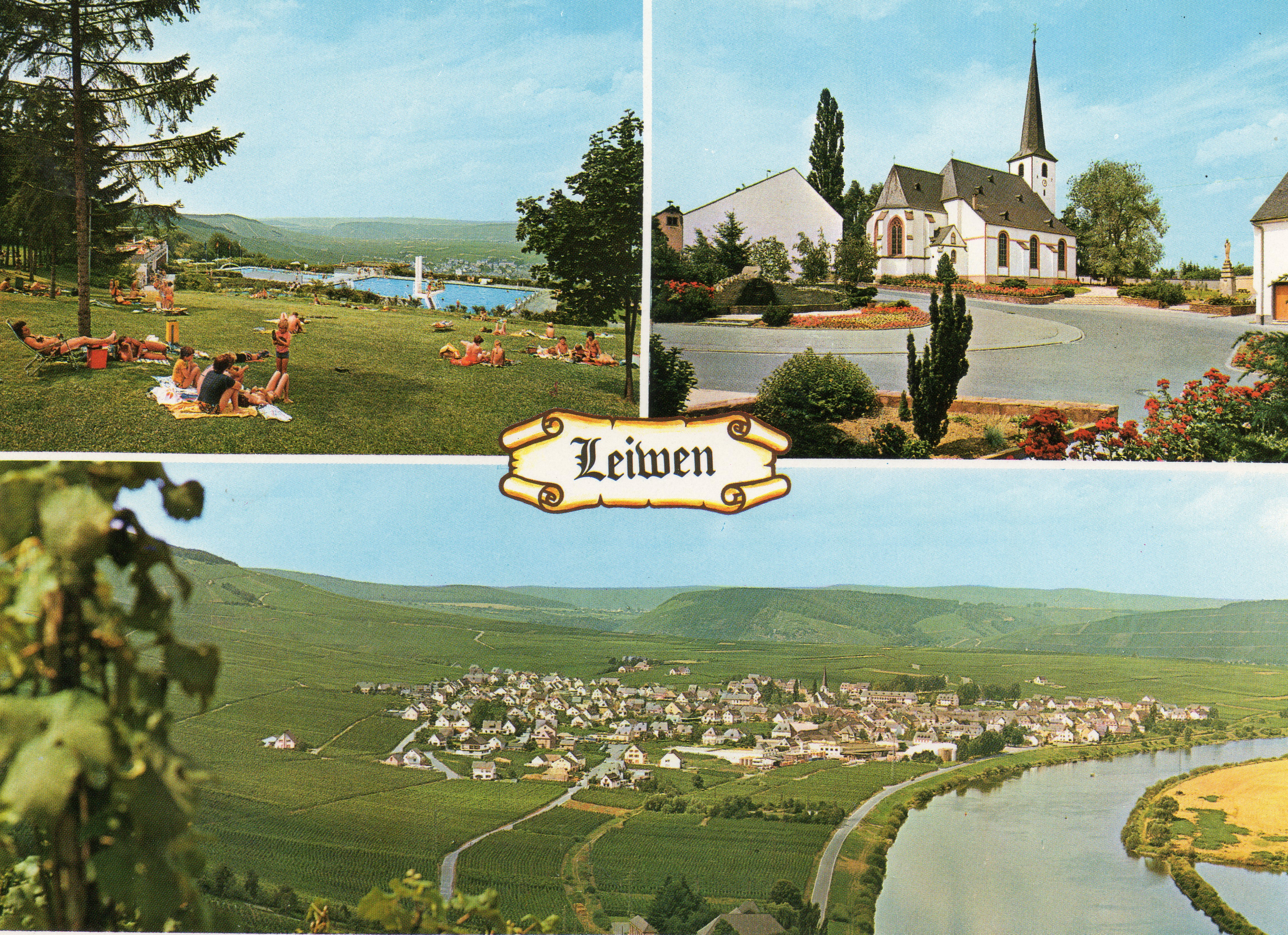
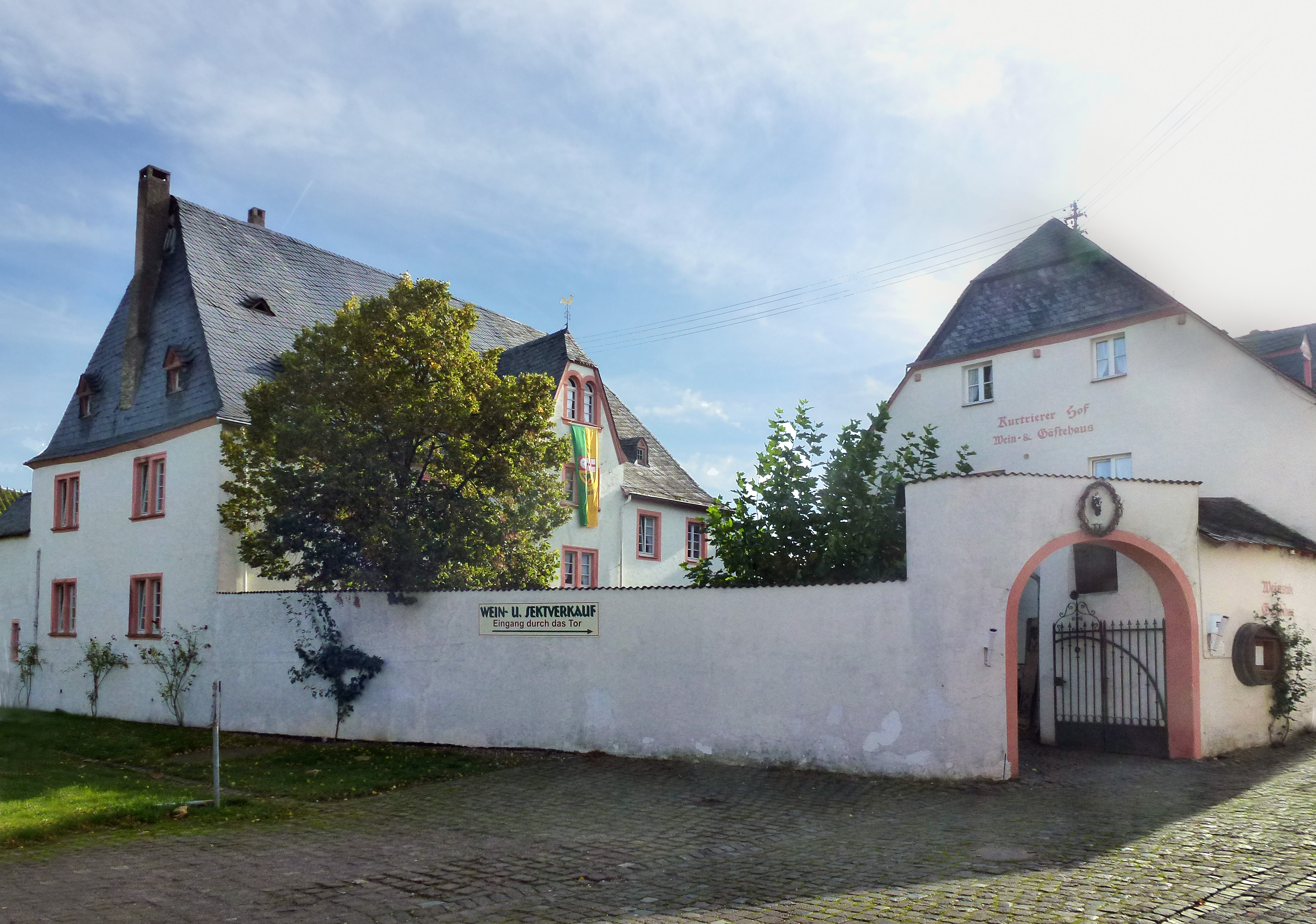
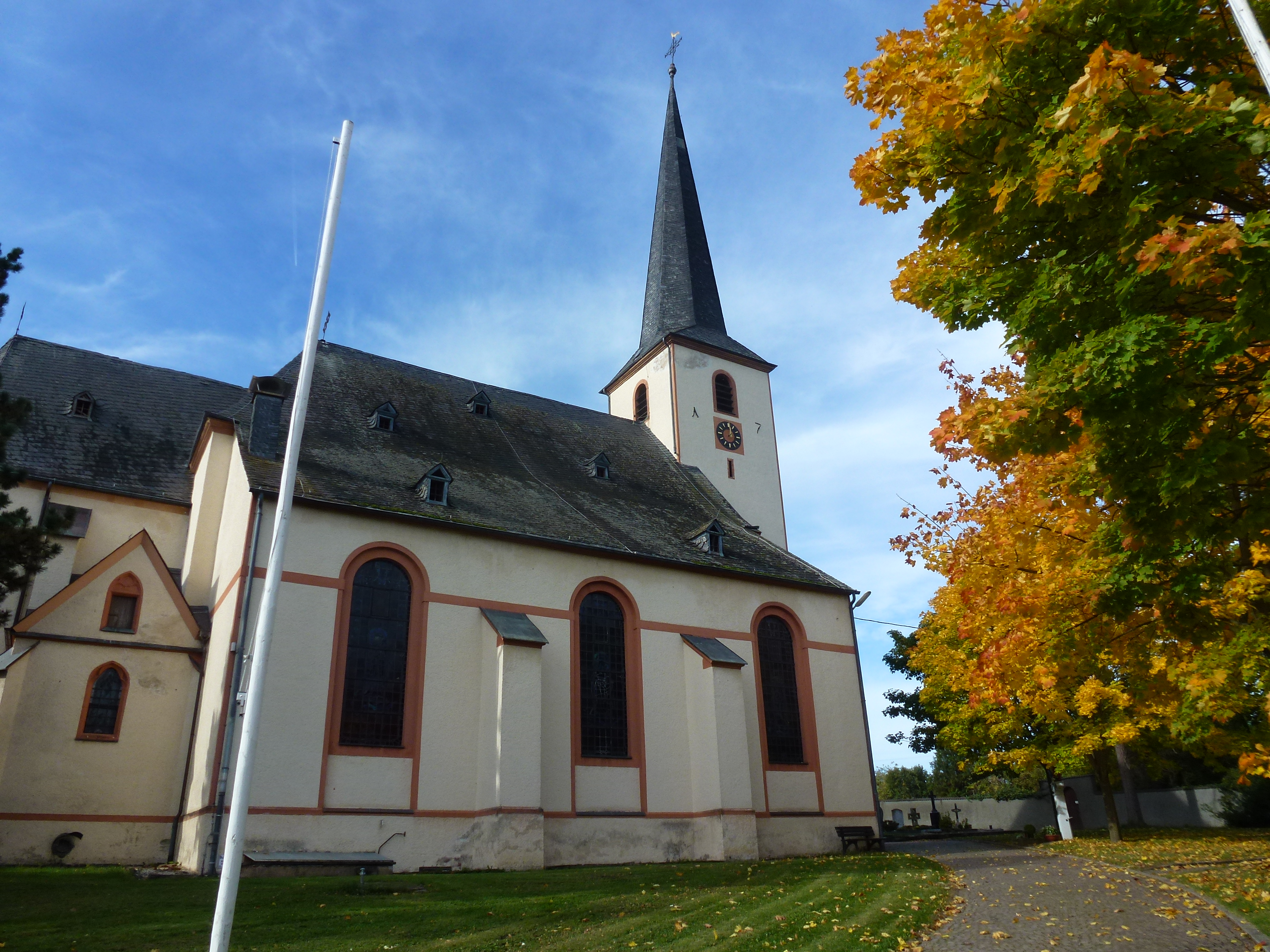
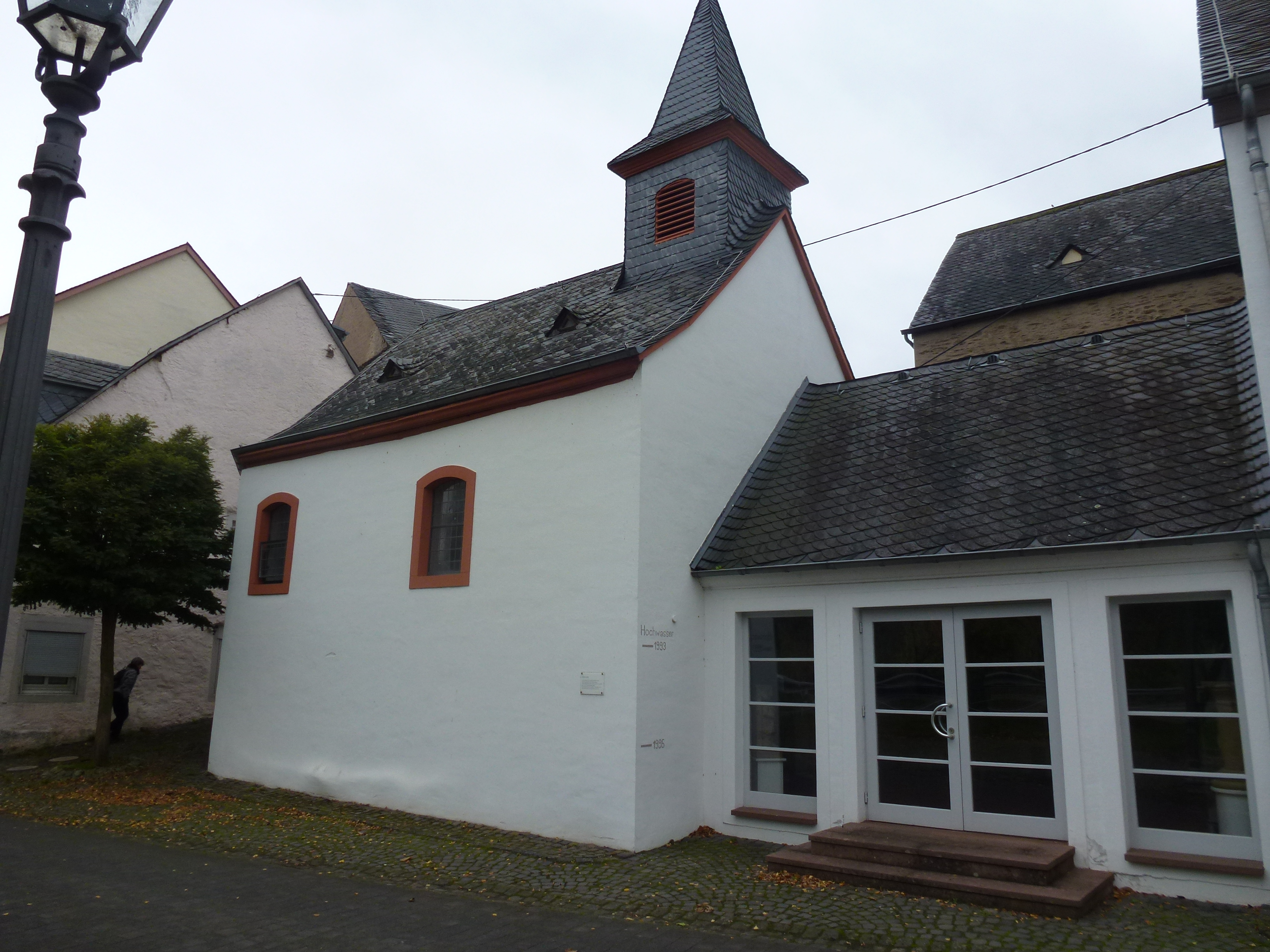
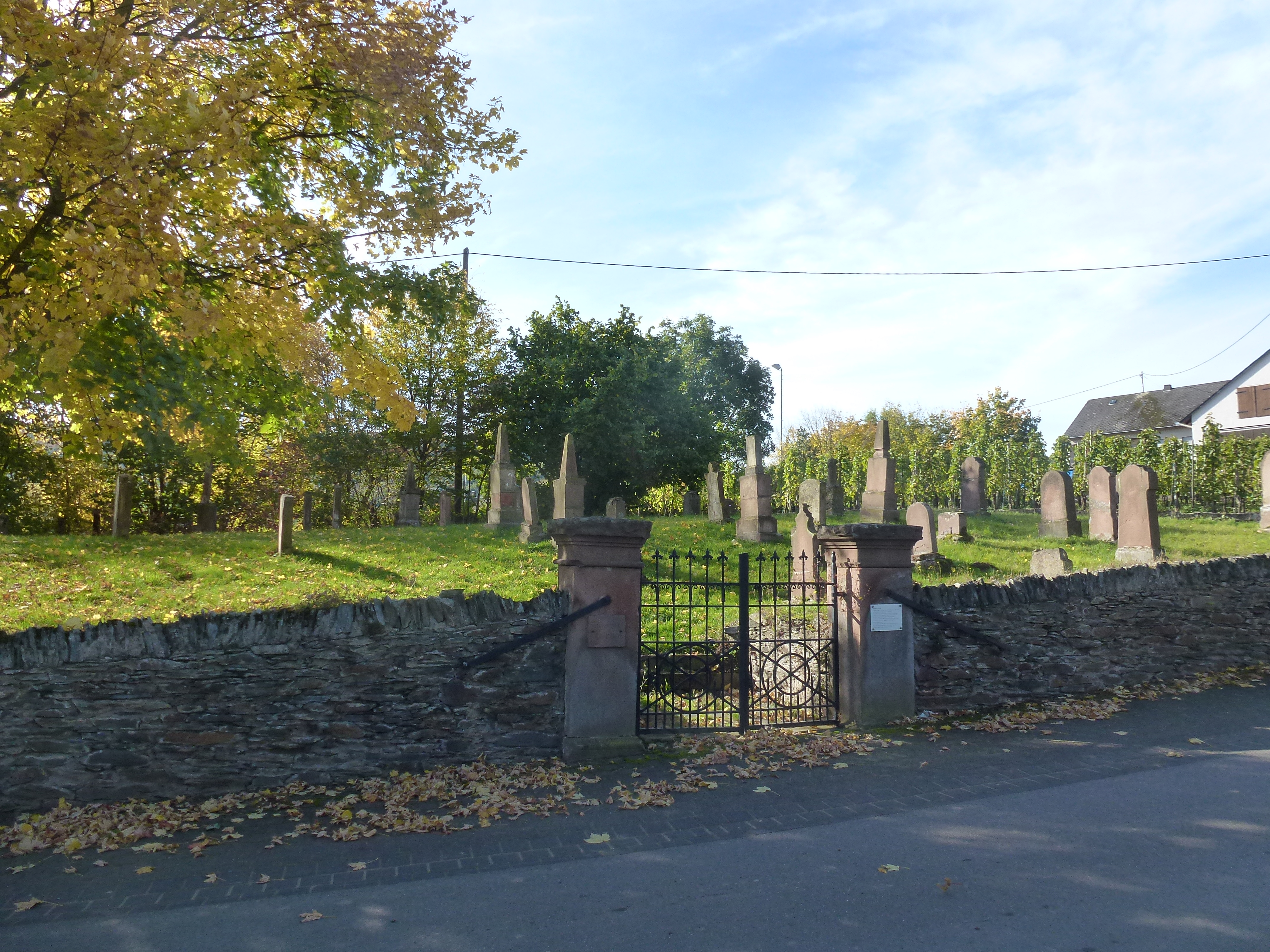
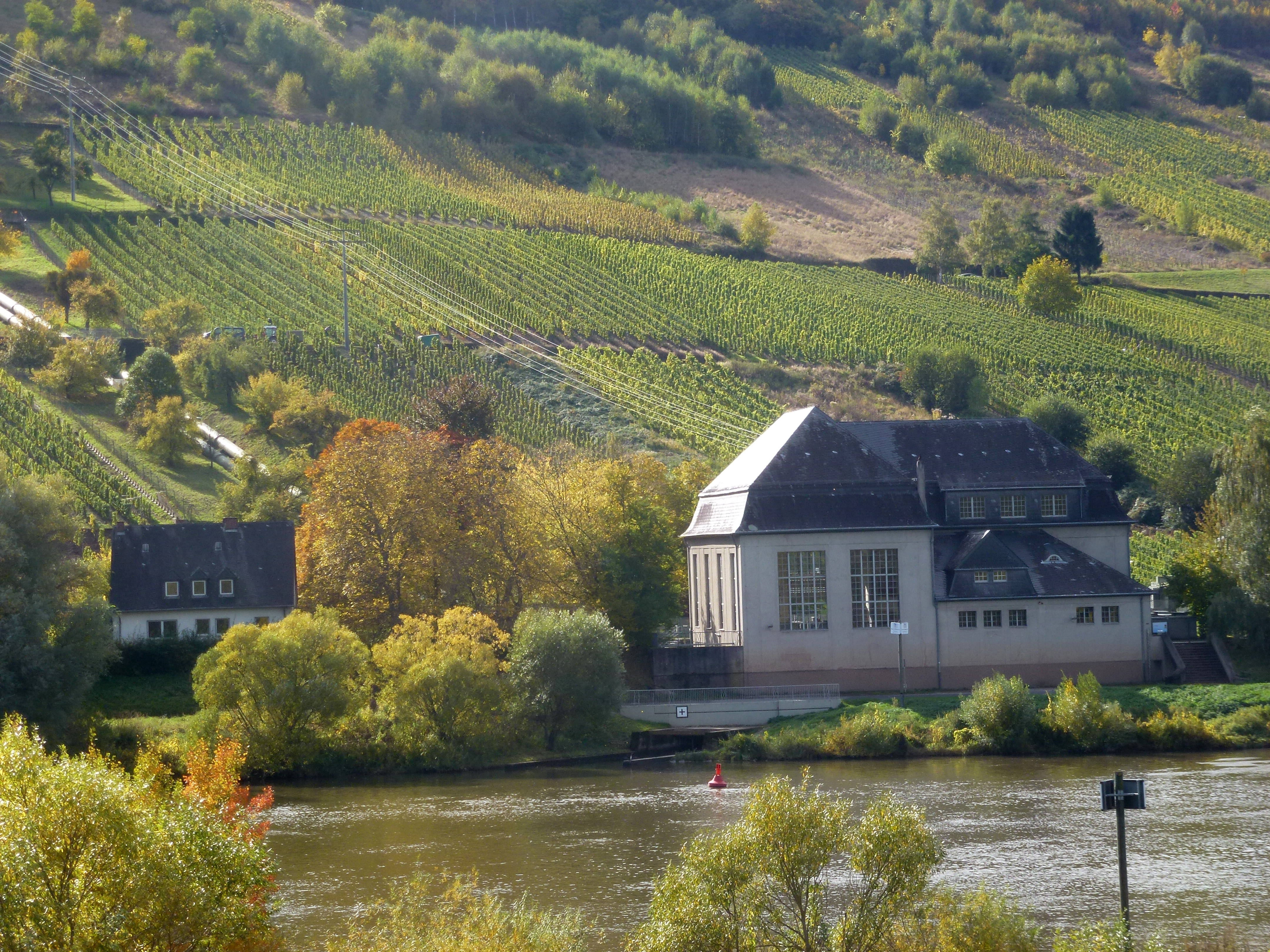